# Badminton nos Jogos da Commonwealth de 2014
O badminton nos Jogos da Commonwealth de 2014 foi realizado em Glasgow, na Escócia, entre 24 de julho e 3 de agosto. Seis eventos foram disputados na Emirates Arena: simples masculino e feminino, duplas masculinas, femininas e mistas e equipes mistas.

## Medalhistas
Masculino
| Evento  | Ouro                                   | Prata                                            | Bronze                                     |
| Simples | Parupalli Kashyap IND Índia            | Derek Wong SIN Singapura                         | Gurusai Datt IND Índia                     |
| Duplas  | Tan Wee Kiong Goh Wei Shem MAS Malásia | Danny Chrisnanta Chayut Triyachart SIN Singapura | Chris Langridge Peter Mills ENG Inglaterra |

Feminino
| Evento  | Ouro                                | Prata                                  | Bronze                                       |
| Simples | Michelle Li CAN Canadá              | Kirsty Gilmour SCO Escócia             | Pusarla Venkata Sindhu IND Índia             |
| Duplas  | Vivian Hoo Woon Khe Wei MAS Malásia | Jwala Gutta Ashwini Ponnappa IND Índia | Gabrielle Adcock Lauren Smith ENG Inglaterra |

Misto
| Evento  | Ouro | Prata | Bronze |
| Duplas  | Chris Adcock Gabrielle Adcock ENG Inglaterra                                                                                     | Chris Langridge Heather Olver ENG Inglaterra                                                                                                  | Robert Blair Imogen Bankier SCO Escócia                                                                                                 |
| Equipes | Chang Peng Soon Goh Wei Shem Vivian Hoo Liew Daren Lim Yin Loo Lai Pei Jing Tan Wee Kiong Tee Jing Yi Chong Wei Feng MAS Malásia | Chris Adcock Gabrielle Adcock Andrew Ellis Chris Langridge Peter Mills Heather Olver Rajiv Ouseph Kate Robertshaw Lauren Smith ENG Inglaterra | Danny Chrisnanta Fu Mingtian Terry Hee Huang Chao Liang Xiaoyu Vanessa Neo Shinta Mulia Sari Chayut Triyachart Derek Wong SIN Singapura |

## Quadro de medalhas
| Ordem | País       | Medalha de ouro | Medalha de prata | Medalha de bronze | Total |
| ----- | ---------- | --------------- | ---------------- | ----------------- | ----- |
| 1     | Malásia    | 3               |                  |                   | 3     |
| 2     | Inglaterra | 1               | 2                | 2                 | 5     |
| 3     | Índia      | 1               | 1                | 2                 | 4     |
| 4     | Canadá     | 1               |                  |                   | 1     |
| 5     | Singapura  |                 | 2                | 1                 | 3     |
| 6     | Escócia    |                 | 1                | 1                 | 2     |
| TOTAL | TOTAL      | 6               | 6                | 6                 | 18    |